# Gemmula congener
Gemmula congener é uma espécie de gastrópode do gênero Gemmula, pertencente a família Turridae.